# Andreas Laschet

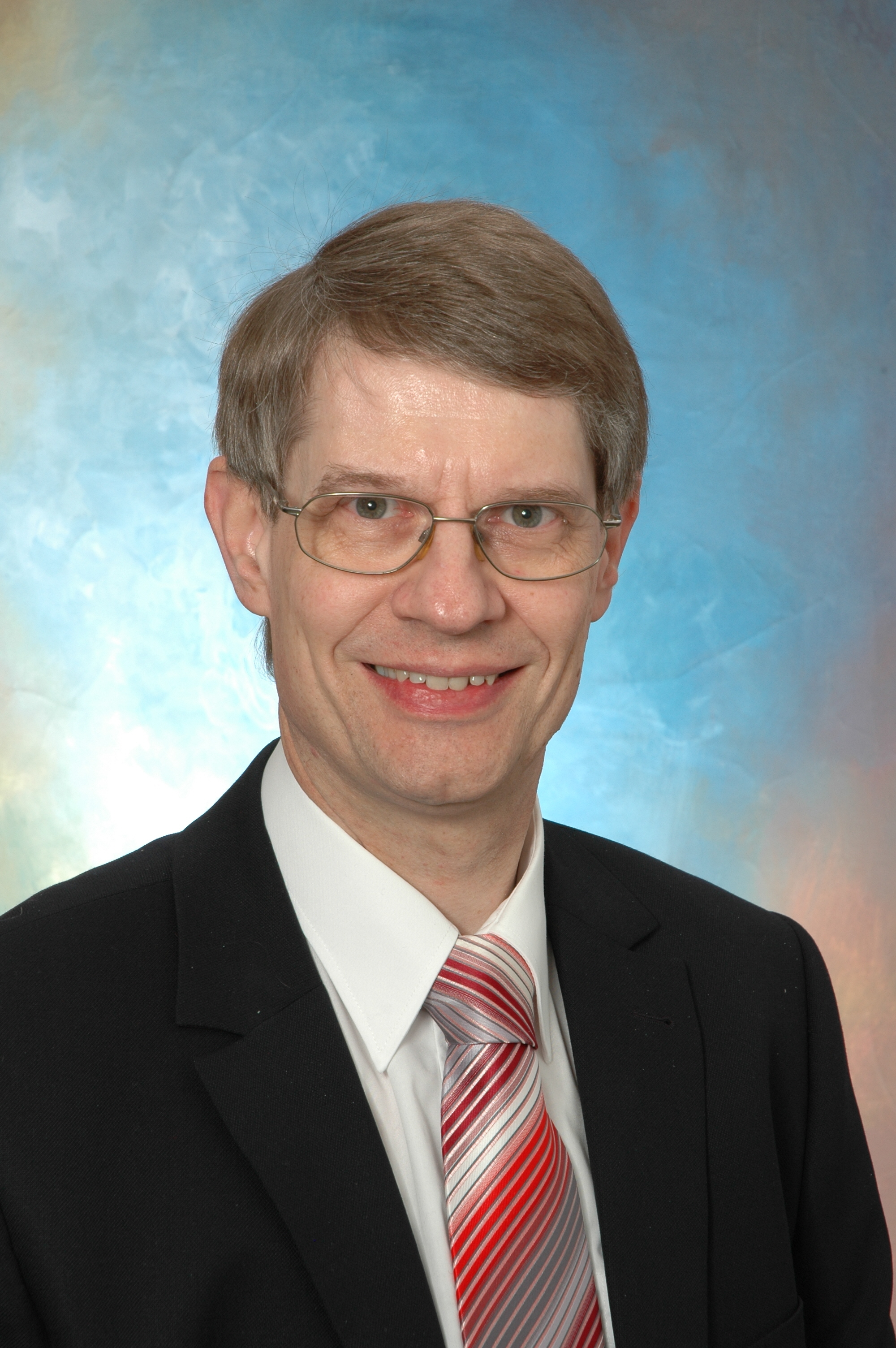
Andreas Laschet (2005)

Andreas Laschet (* 8. Juli 1955 in Essen) ist deutscher Maschinenbauingenieur, technischer Berater, Ingenieurdienstleister und Sachbuchautor.

## Leben
Nach Erlangung der Hochschulreife am ehemaligen Gymnasium in Essen-Stadtwald studierte Andreas Laschet von 1974 bis 1980 [Maschinenbau] an der RWTH Aachen. Die Promotion erfolgte 1988 am Institut für Maschinenelemente und Maschinengestaltung (IME, RWTH Aachen) über das Thema Entwicklung eines Verfahrens zur rechnerunterstützten Simulation von Torsionsschwingungen in Antriebssystemen. Diese Arbeit wurde von der Studienstiftung des deutschen Volkes gefördert und als Buch unter dem Titel Simulation von Antriebssystemen im Springer-Verlag veröffentlicht.
Nach der Tätigkeit als Abteilungsleiter für den Bereich rechnerische Systemanalyse und Software-Engineering bei der MEC GmbH in Eschweiler trat Andreas Laschet 1990 ins Familienunternehmen ARLA Maschinentechnik GmbH in Wipperfürth ein. Von 2017 bis 2024 arbeitet er im eigenen Unternehmen Laschet Consulting im TechnologiePark Bergisch Gladbach mit den fachlichen Schwerpunkten: Maschinendynamik (im Maschinenbau, Anlagenbau, Fahrzeugbau, Schiffbau) und Simulation vor allem in der Antriebstechnik zwecks Optimierung des dynamischen Verhaltens von kompletten Antriebssystemen und Antriebssträngen. Seit 2025 ist er im eigenen Ingenieurbüro "Dr.-Ing. Andreas Laschet" in Kürten tätig; die fachlichen Schwerpunkte sind gleich geblieben.
Begleitend zu seinen wissenschaftlichen Arbeiten im Bereich der Dynamik in Kfz-Antriebssträngen inkl. NVH-Optimierung (siehe hierzu) trat Andreas Laschet auch als Tagungsleiter der vom Haus der Technik (Essen) organisierten Fachveranstaltungen Systemanalyse in der Kfz-Antriebstechnik in den Jahren 2001–2015 auf; 8 Tagungsbände sind hierzu im Expert Verlag (jetzt: Narr Francke Attempto Verlag) erschienen.

## Veröffentlichungen

### Bücher
als Autor:
- Simulation von Antriebssystemen. Springer-Verlag, Berlin/Heidelberg/New York 1988, ISBN 978-3-540-19464-4.

als Co-Autor:
- Systemanalyse in der Kfz-Antriebstechnik. In: Eberhard Steinmetz (Hrsg.): Haus der Technik Fachbuch. Band 6. Expert Verlag, Renningen 2001, ISBN 978-3-8169-1938-4
- Systemanalyse in der Kfz-Antriebstechnik II. In: Eberhard Steinmetz (Hrsg.): Haus der Technik Fachbuch. Band 22. Expert Verlag, Renningen 2003, ISBN 978-3-8169-2201-8
- Systemanalyse in der Kfz-Antriebstechnik III. In: Ulrich Brill (Hrsg.): Haus der Technik Fachbuch. Band 44. Expert Verlag, Renningen 2005, ISBN 978-3-8169-2479-1
- Systemanalyse in der Kfz-Antriebstechnik IV. In: Ulrich Brill (Hrsg.): Haus der Technik Fachbuch. Band 79. Expert Verlag, Renningen 2007, ISBN 978-3-8169-2686-3
- Systemanalyse in der Kfz-Antriebstechnik V. In: Ulrich Brill (Hrsg.): Haus der Technik Fachbuch. Band 100. Expert Verlag, Renningen 2009, ISBN 978-3-8169-2844-7
- Systemanalyse in der Kfz-Antriebstechnik VI. In: Ulrich Brill (Hrsg.): Haus der Technik Fachbuch. Band 118. Expert Verlag, Renningen 2011, ISBN 978-3-8169-3054-9
- Systemanalyse in der Kfz-Antriebstechnik VII. In: Ulrich Brill (Hrsg.): Haus der Technik Fachbuch. Band 129. Expert Verlag, Renningen 2013, ISBN 978-3-8169-3208-6
- Systemanalyse in der Kfz-Antriebstechnik VIII. In: Werner Klaffke (Hrsg.): Haus der Technik Fachbuch. Band 136. Expert Verlag, Renningen 2015, ISBN 978-3-8169-3301-4

### Fachpublikationen (Auswahl)
- mit Ferit Küçükay: Driveline. In: Gianpiero Mastinu, Manfred Ploechl (Hrsg.): Road and Off-Road Vehicle System Dynamics Handbook. Taylor & Francis Group, Boca Raton/London/New York 2014, ISBN 978-0-8493-3322-4, S. 797–834 (Chapter 23).